# Île de la Cité
L'Île de la Cité /il də la siˈte/ è una delle due isole fluviali della Senna (l'altra è l'Île Saint-Louis), al centro di Parigi, dove la città medievale fu rifondata.
Il Boulevard du Palais taglia l'isola a metà e funge anche da linea di confine tra il I arrondissement, al quale appartiene la parte occidentale, ed il IV arrondissement, al quale appartiene la restante parte dell'isola, nonché l'Île Saint-Louis.
L'Île de la Cité ospita la Cattedrale di Notre-Dame, sede dell'arcivescovo di Parigi, e il complesso del Palais de la Cité (già residenza reale e oggi palazzo di giustizia) con la Sainte-Chapelle e la prefettura.
L'isola è collegata tramite nove ponti a entrambe le rive della Senna nonché alla vicina Île Saint-Louis; il ponte più antico ancora esistente è, a dispetto del suo nome, il Pont Neuf, che è situato all'estremità occidentale dell'isola. Sull'Île de la Cité si trova la stazione Cité della metropolitana di Parigi.

## Storia
Per via della sua posizione strategica per oltrepassare la Senna, l'Île de la Cité ha ospitato fin da tempi antichi insediamenti umani. Secondo alcuni studiosi l'isola sarebbe stata la sede della tribù celtica dei Parisii (da cui il nome della futura città), anche se le prime tracce archeologiche risalgono all'epoca della città romana, Lutetia.
L'isola fu poi sede della corte merovingia e capitale del regno di Neustria, mentre nel VI secolo il re Childeberto I diede avvio ai lavori della cattedrale di Santo Stefano nell'area in cui in seguito sorgerà la cattedrale di Notre-Dame. Per tutto l'Alto Medioevo l'Île de la Cité fu così il centro politico e religioso di Parigi. Solo nel Medioevo la città cominciò a espandersi sulle due sponde della Senna, mentre la superficie dell'isola maggiore fu aumentata artificialmente del doppio, da 8 a 17 ettari. Poi il centro della vita si spostò progressivamente verso gli altri quartieri e nel 1860 l'Île era considerato il quartiere più povero della città.

## Galleria d'immagini

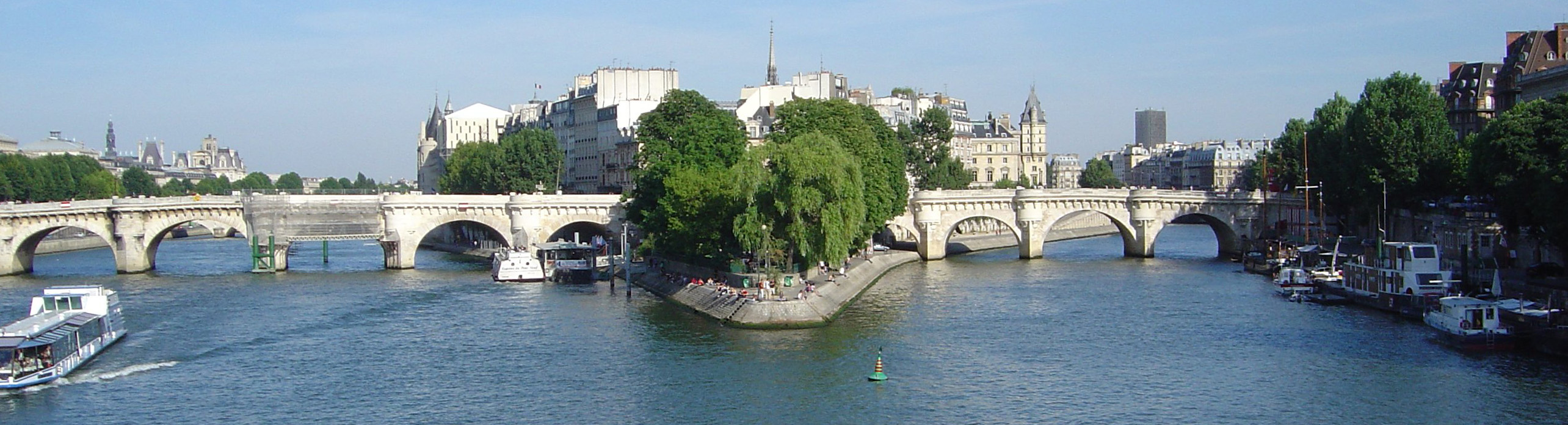
Panorama dell'Île de la Cité e del Pont Neuf
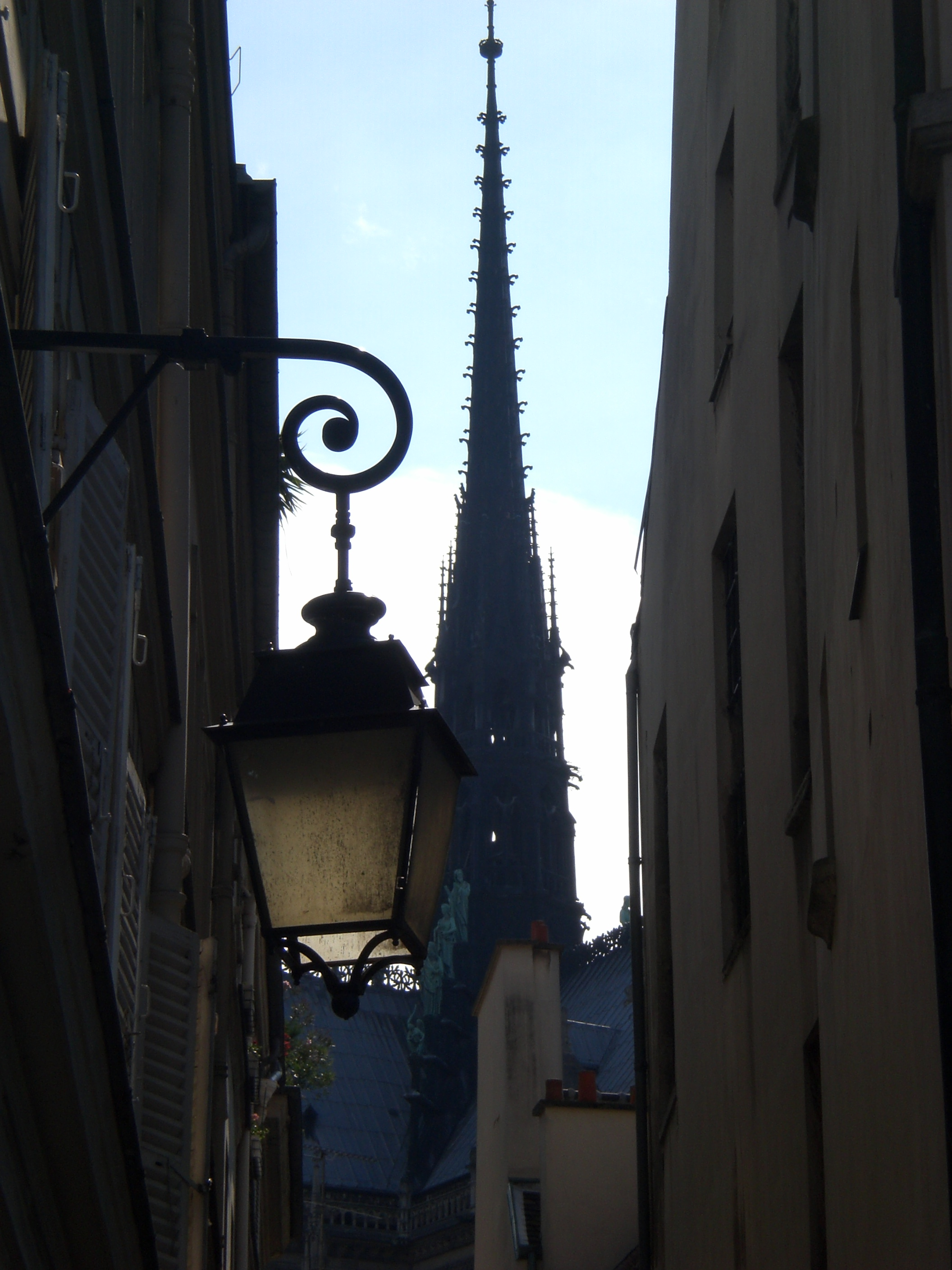
La strada più antica di Parigi si trova sull'Île de la Cité
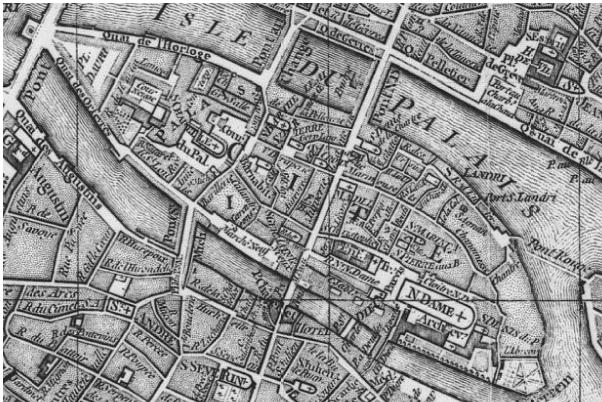
L'isola in una carta del 1771
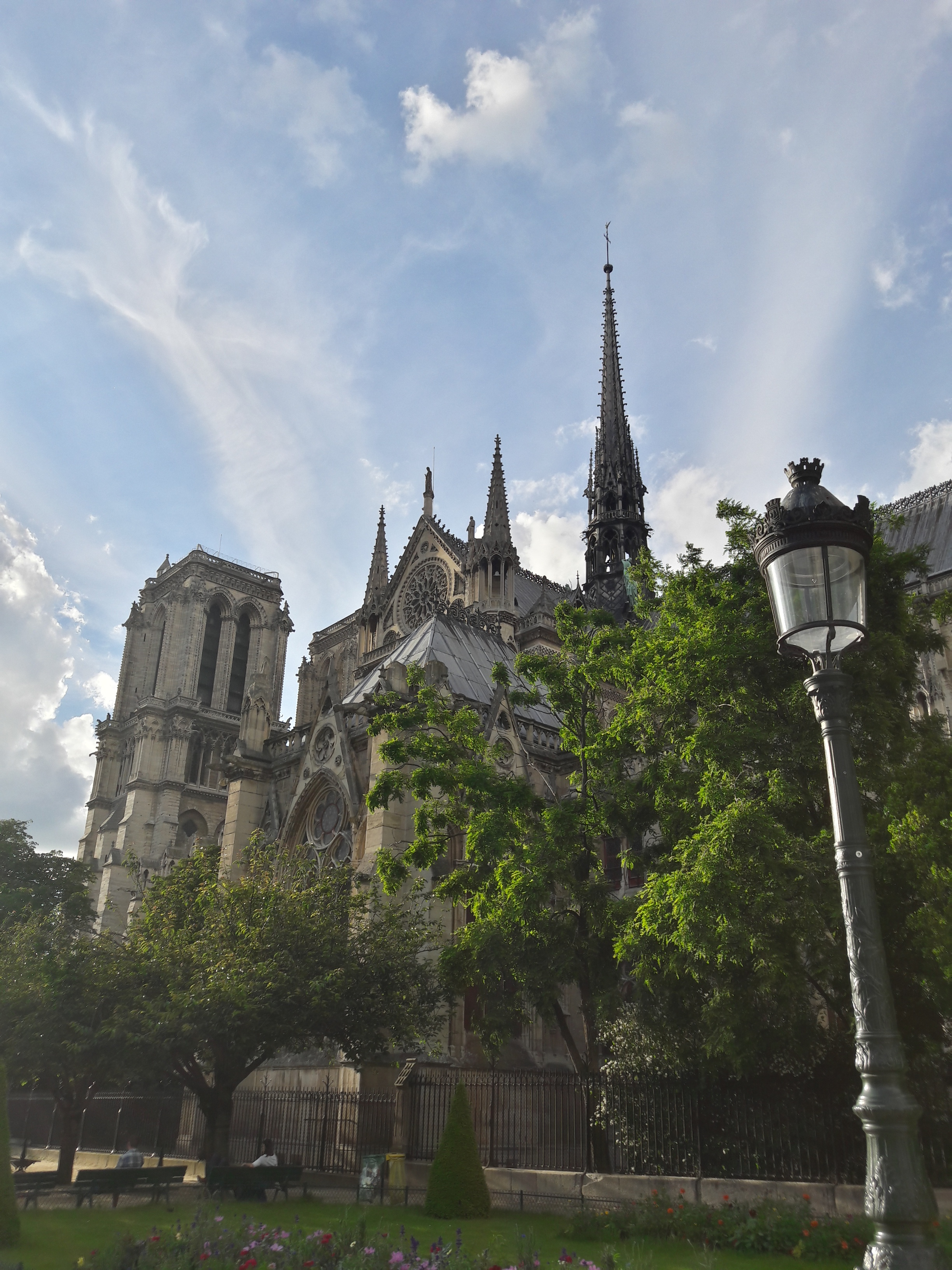
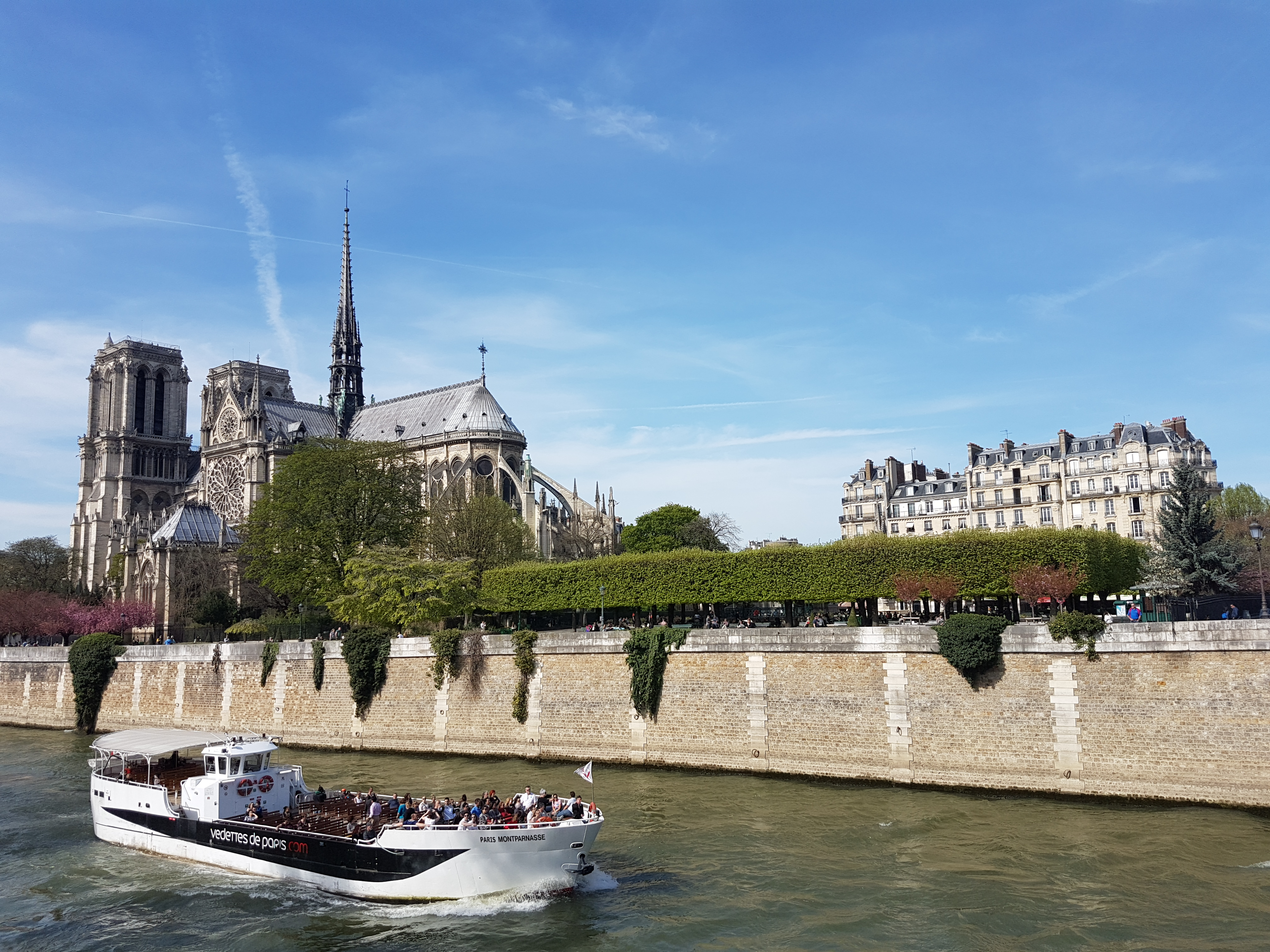
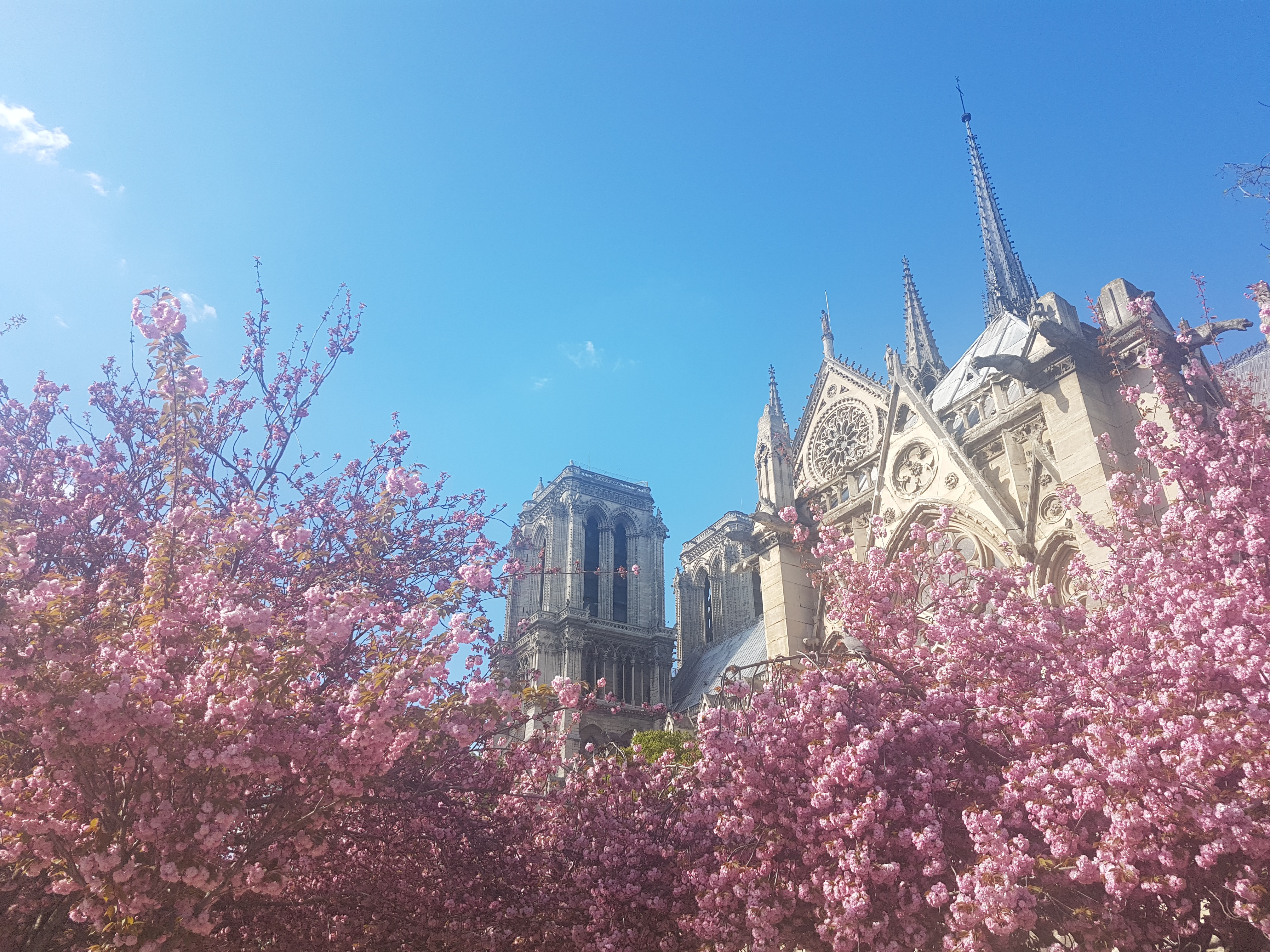